# 無原罪の御宿り (ティエポロ、プラド美術館)
『無原罪の御宿り』（むげんざいのおんやどり、伊: L'Immacolata Concezione, 西: la Inmaculada Concepción, 英: The Immaculate Conception）は、イタリアのロココのヴェネツィア派の画家ジョヴァンニ・バッティスタ・ティエポロが1767年から1768年頃に制作した宗教画である。油彩。主題はカトリック教会で伝統的に聖母マリアが母アンナの懐胎の瞬間から原罪を免れたとする「無原罪の御宿り」から取られている。当時建設中であったアランフエスのサン・パスクアル・バイロン教会のために、スペイン国王カルロス3世によって1767年3月に発注された7点の祭壇画のうちの1つである。この教会はもともとフランシスコ会アルカンタラ派の修道院であったが、後にコンセプショニスト派の修道女に割り当てられた。天使に囲まれ星の輪を冠された聖母マリアを描いている。聖母は蛇を踏みつけている姿で描かれており、悪魔に対する勝利を表している。白い百合と薔薇の花はホルトゥス・コンクルスス（閉ざされた庭）を象徴し、マリアの愛、処女、純潔を象徴している。現在はマドリードのプラド美術館に所蔵されている。ロンドンのコートールド美術研究所に準備習作ないしモデロが収蔵されている。

## 主題
無原罪の御宿りとは聖母マリアが原罪の汚れを免れていたとする信仰である。聖母マリアはキリストの受肉の器に選ばれる運命にあったため無垢の存在であり、母アンナの胎内に宿った瞬間に人類で唯一原罪を免れたとされた。これはアンナが情欲なしに聖母マリアを身ごもったことを意味している。この祭壇画が発注された1767年当時では「無原罪の御宿り」はすでに教会芸術の一般的な主題となっていた。「無原罪の御宿り」の祝日である12月8日は1708年に聖人暦に復活したが、その神学は1854年にローマ教皇ピウス9世が宣言するまで教義として明確に定まらなかった。

## 制作経緯
『無原罪の御宿り』はカルロス3世によって1767年に設立されたアランフェスの新しい王立教会、サン・パスクアル・バイロン教会のために発注された祭壇画の1つである。祭壇画は全部で7点あり、本作品のほかに『聖パスクアル・バイロンの幻視』（Visión de San Pascual Bailón）、『聖痕を受けるアッシジの聖フランシスコ』（San Francesco riceve le stigmate）、『幼児キリストを抱くパドヴァの聖アントニウス』（Sant'Antonio da Padova con Gesù Bambino）、『アルカンタラの聖ペテロ 』（San Pietro d'Alcantara）、『幼児キリストを抱く聖ヨセフ』（San Giuseppe e il Bambino Gesù）、『聖カルロ・ボッロメオ』（San Carlo Borromeo）がティエポロによって制作された。祭壇画の主題はいずれもフランシスコ会における重要な信仰を反映しており、厳粛な古典様式で建てられた教会の絵画装飾を構成した。これらのうち主祭壇に設置されたのは『聖パスクアル・バイロンの幻視』であり、本作品と『聖痕を受けるアッシジの聖フランシスコ』は対として主祭壇の左右に設置された。

## 作品
この祭壇画の印象的なバロック様式は感情を呼び起こすことを目的としている。1767年から1768年の間に完成した。聖母マリアの描写は伝統的なキリスト教の図像法に従い、原罪から自由な聖母の「無原罪の御宿り」を表している。標準的な図像要素としては、頭上の鳩と頭の周りの星、三日月の上に立ち、足元に踏みつけられた蛇、祈りを捧げる手の身振り、画面左端の背景に配置されたオベリスクが含まれる。

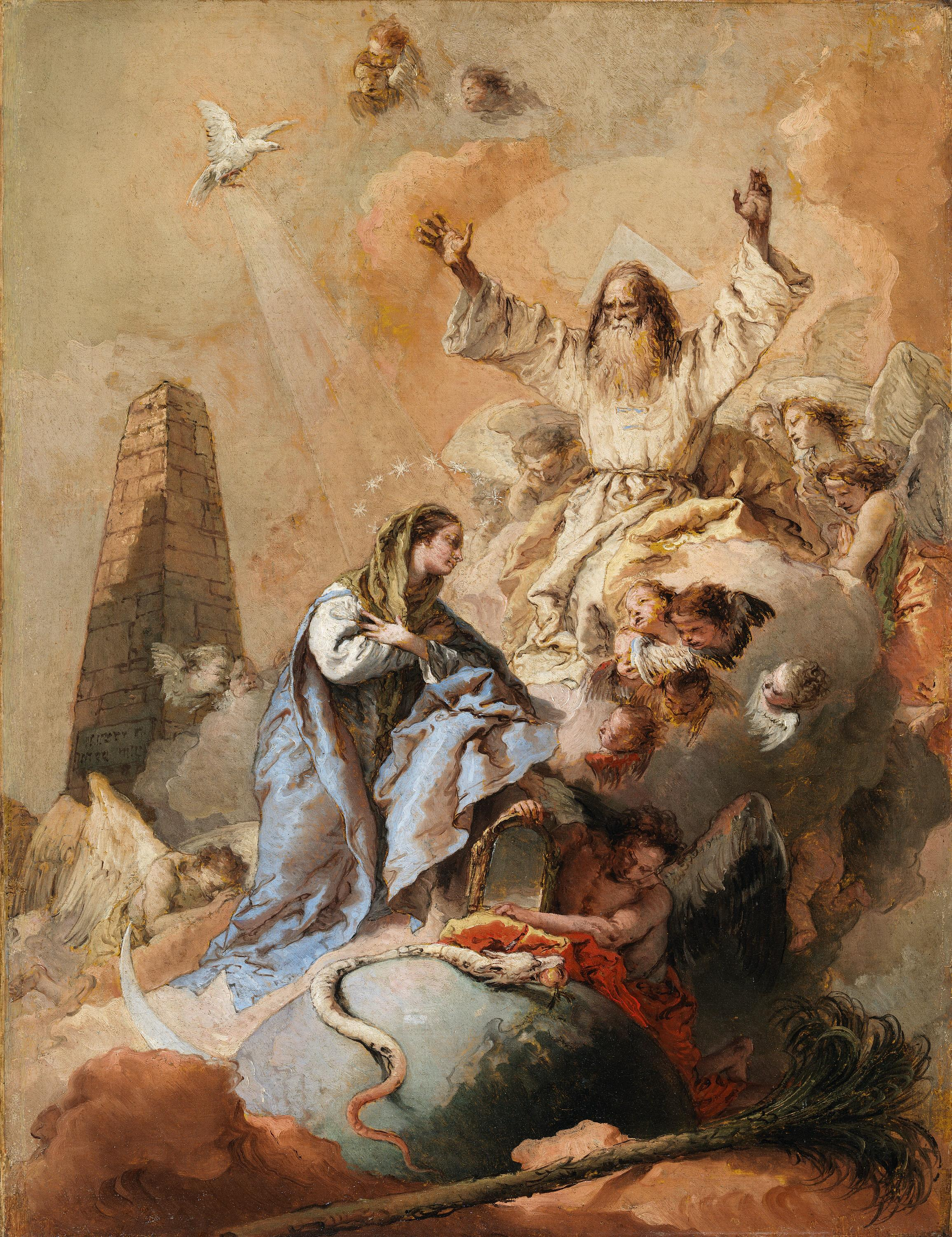
『無原罪の御宿りの寓意』。1769年。アイルランド国立美術館所蔵。

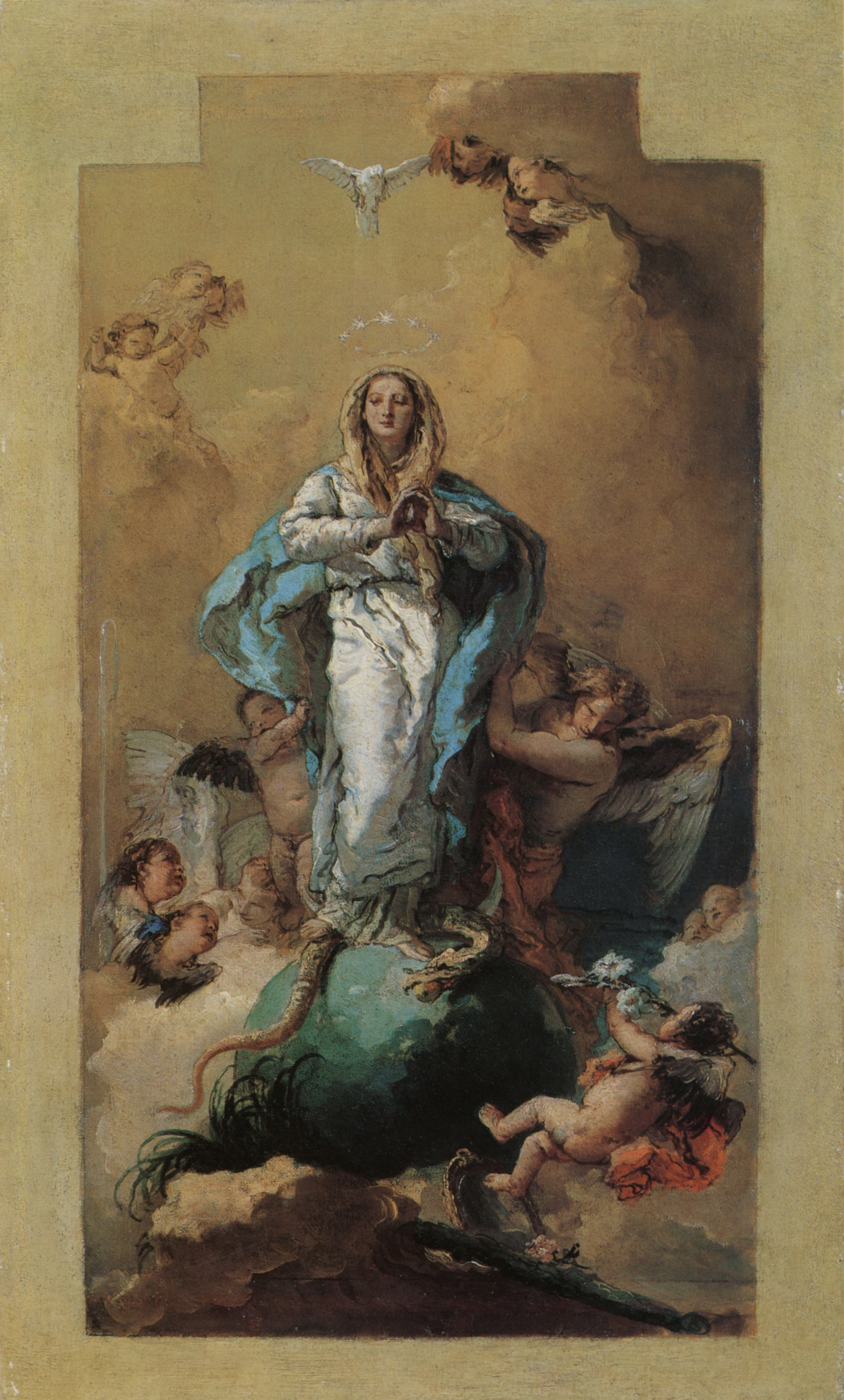
本作品のモデロ。1767年。コートールド・ギャラリー所蔵。

この主題に沿った追加要素には、雲、天使に加えて、白い百合、ピンクの薔薇など聖母と関連づけられることが多い花が見られる。頭上の鳩は聖霊を象徴し、百合と薔薇は彼女の典型的なシンボルである。百合は聖母の純潔を表し、薔薇は天と地の女王であるマリアのシンボルである。彼女の帯は聖フランチェスコの紐であるべきである。
全世界を象徴する球体、頭上の三日月と星の冠は、『新約聖書』「ヨハネの黙示録」第12章に記されている「太陽をまとった女性」（乙女座）の伝統的なシンボルである。三日月それ自体はローマ神話の女神ディアナに由来する古代の貞潔のシンボルである。月が太陽から光を得るのと同様に聖母の特別な恵みは息子であるキリストの功績から生まれる。画面右のオベリスクも太陽の光に輝き、ダビデの塔や象牙の塔に関連する「無原罪の御宿り」の伝統的なシンボルを参照し、難攻不落、処女、純潔を想起させる。聖母は林檎の果実をくわえた蛇を踏みつける姿で描かれており、エデンの園の蛇と原罪を表している。足元にはナツメヤシの枝と鏡があります。ナツメヤシの枝は聖母の勝利と高揚を、鏡は純潔を表している。スペインのフランシスコ・パチェーコが始めた「無原罪の御宿り」の聖母像の人気はヨーロッパ中に広まった。ティエポロは1734年にすでにヴィチェンツァのフランシスコ会サンタ・マリア・イン・アラセリ教会のために「無原罪の御宿り」の聖母像の初期バージョンを描いていた。このバージョンでは、パチェーコに倣ったグイド・レーニとバルトロメ・エステバン・ムリーリョがすでに確立していた方法で聖母を美しい少女として描いた。このバージョンは現在キエリカーティ宮殿にあるヴィチェンツァ市立美術館（Musei civici di Vicenza）に所蔵されている。本作品では聖母の描写はアルカンタラ派の厳粛な伝統に沿った一層荘厳かつ厳粛なものとなっている。
ティエポロは祭壇画用に5点のモデロを描いた。現在これらのすべてはコートールド美術研究所に所蔵されており、画家の最高傑作の1つと考えられている。本作品のモデロは最終版とはいくつかの点で異なっている。最終版では聖母の姿がより大きな空間を占め、聖母の左側を支える力強い天使が削除されている。この天使は救済の手段としてのマリアの役割を予見するルシフェルを殺害した大天使ミカエルを表すと考えられている。天使は現在アイルランド国立美術館に所蔵されている同時期に描かれた油彩習作にも描かれている。こちらはティエポロの「無原罪の御宿り」の描写の中で図像学的に最も複雑なものと考えられている。三角形の光輪は三位一体を表している。

## 来歴
『無原罪の御宿り』は王室コレクションに由来している。ティエポロの祭壇画は1770年に教会に設置されたが数年後の1775年に隣接するサン・パスクアル・バイロン修道院に移された。ティエポロのフランシスコ会の主題解釈は明らかにカルロス3世とフランシスコ会の司教ホアキン・デ・エレタの承認を得ていた。しかしティエポロの斬新なアプローチ、現代性、自然主義は、新古典主義の画家アントン・ラファエル・メングスの洗練された折衷的な芸術に慣れていた国王カルロス3世とその側近たちに気に入られなかった。そのため国王の好みに合ったメングスその他数人の画家による連作に置き換えられた。祭壇画は1827年まで同修道院にあり、同年にプラド美術館に収蔵された。

## ギャラリー
関連作品

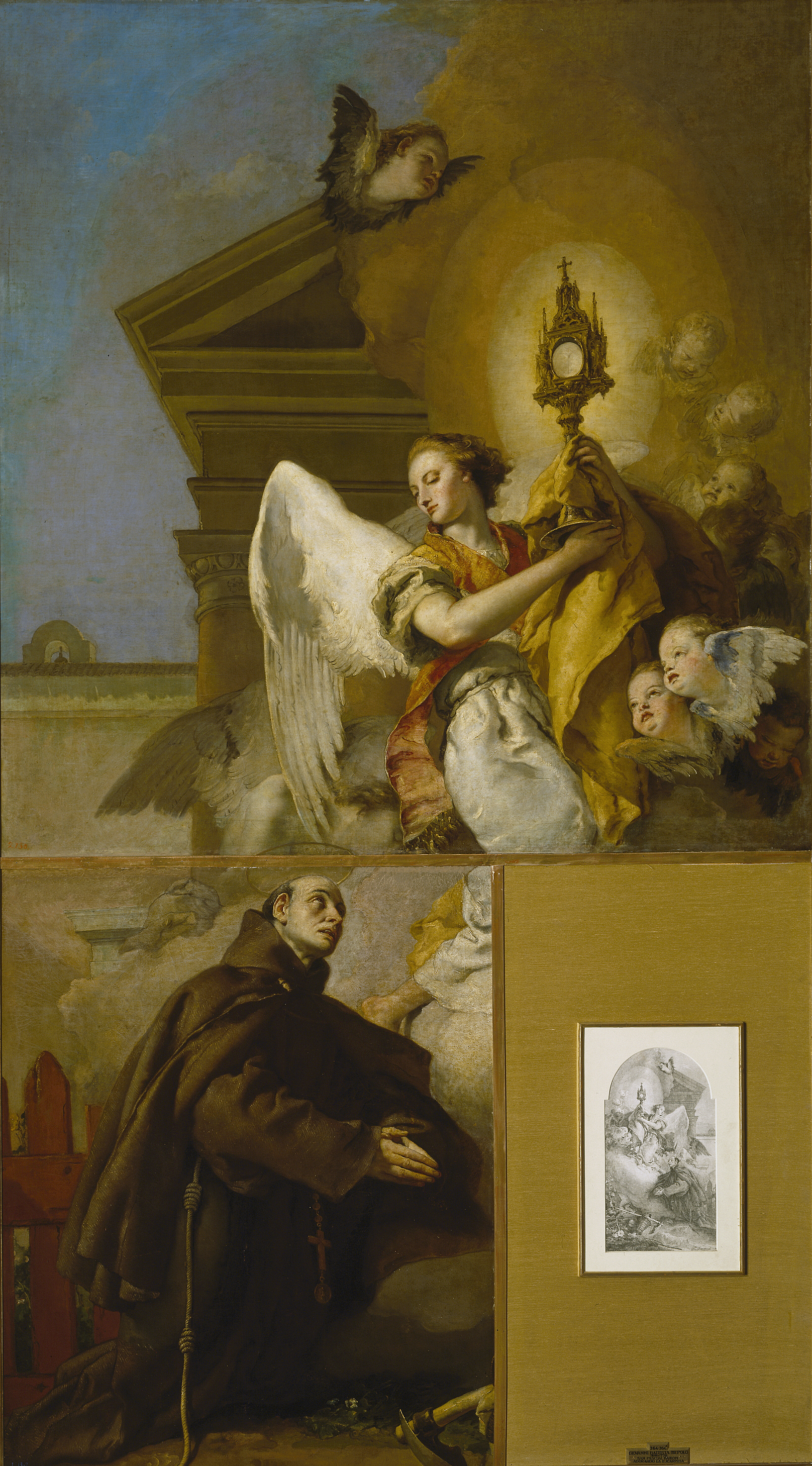
『聖パスクアル・バイロンの幻視』1767年-1769年 プラド美術館所蔵
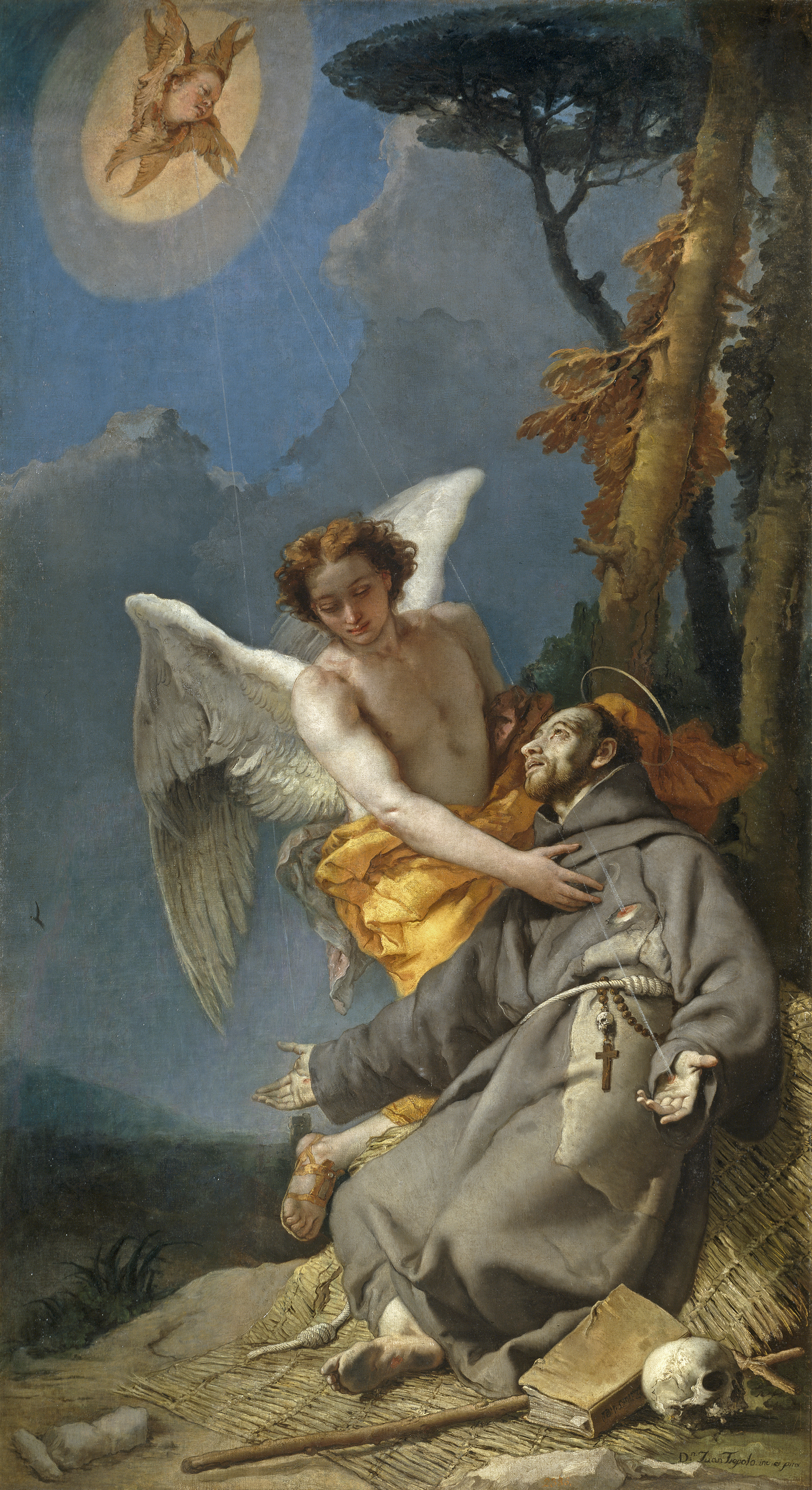
『聖痕を受けるアッシジの聖フランシスコ』1767年-1769年 プラド美術館所蔵
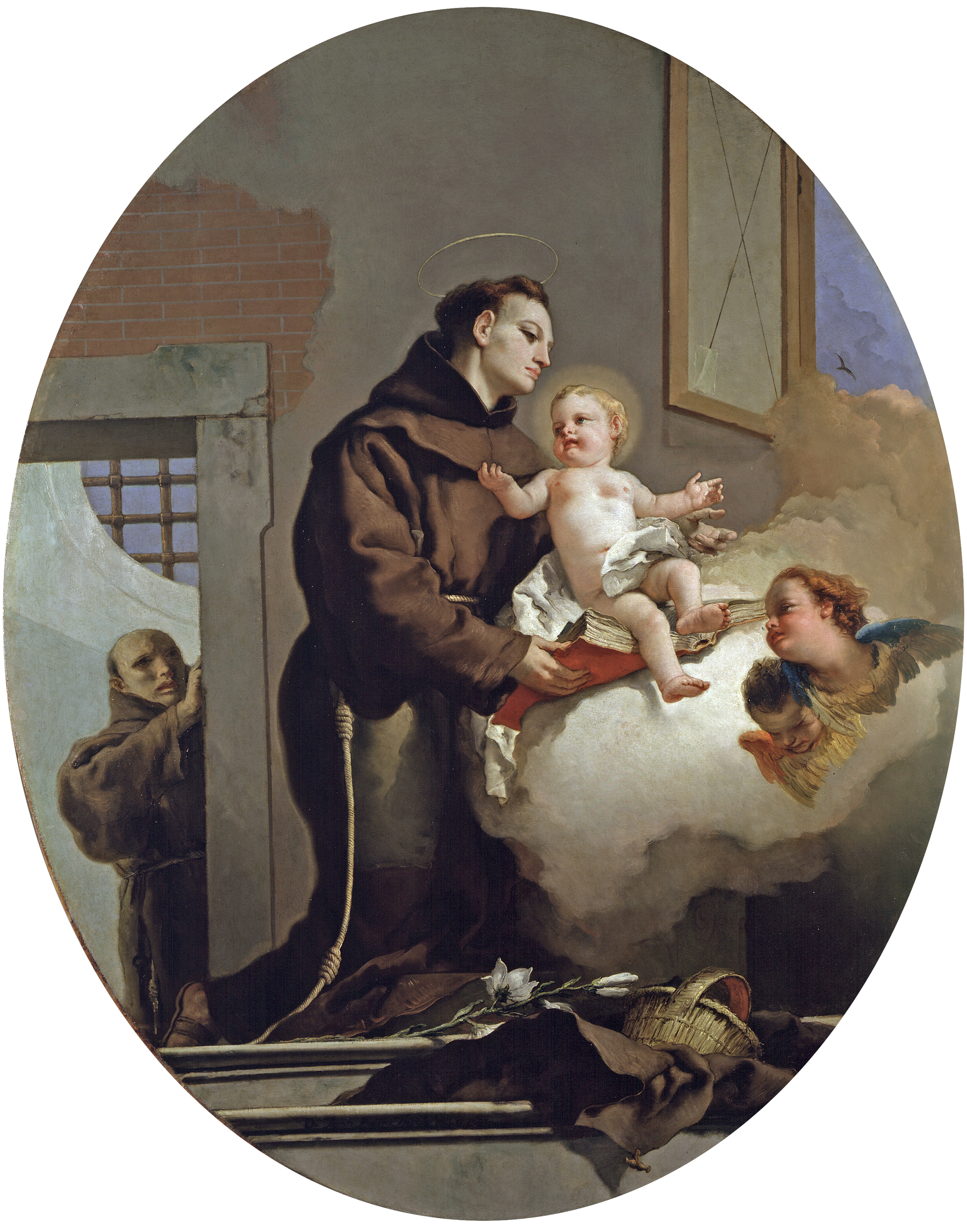
『幼児キリストを抱くパドヴァの聖アントニウス』1767年-1769年 プラド美術館所蔵
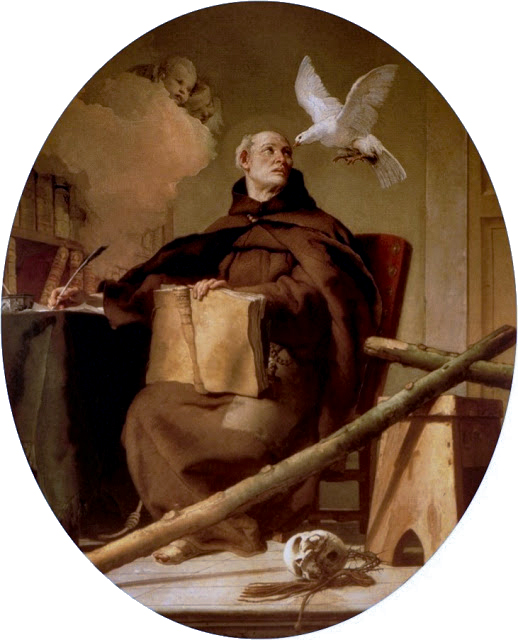
『アルカンタラの聖ペテロ 』1767年-1769年 オリエンテ宮殿所蔵
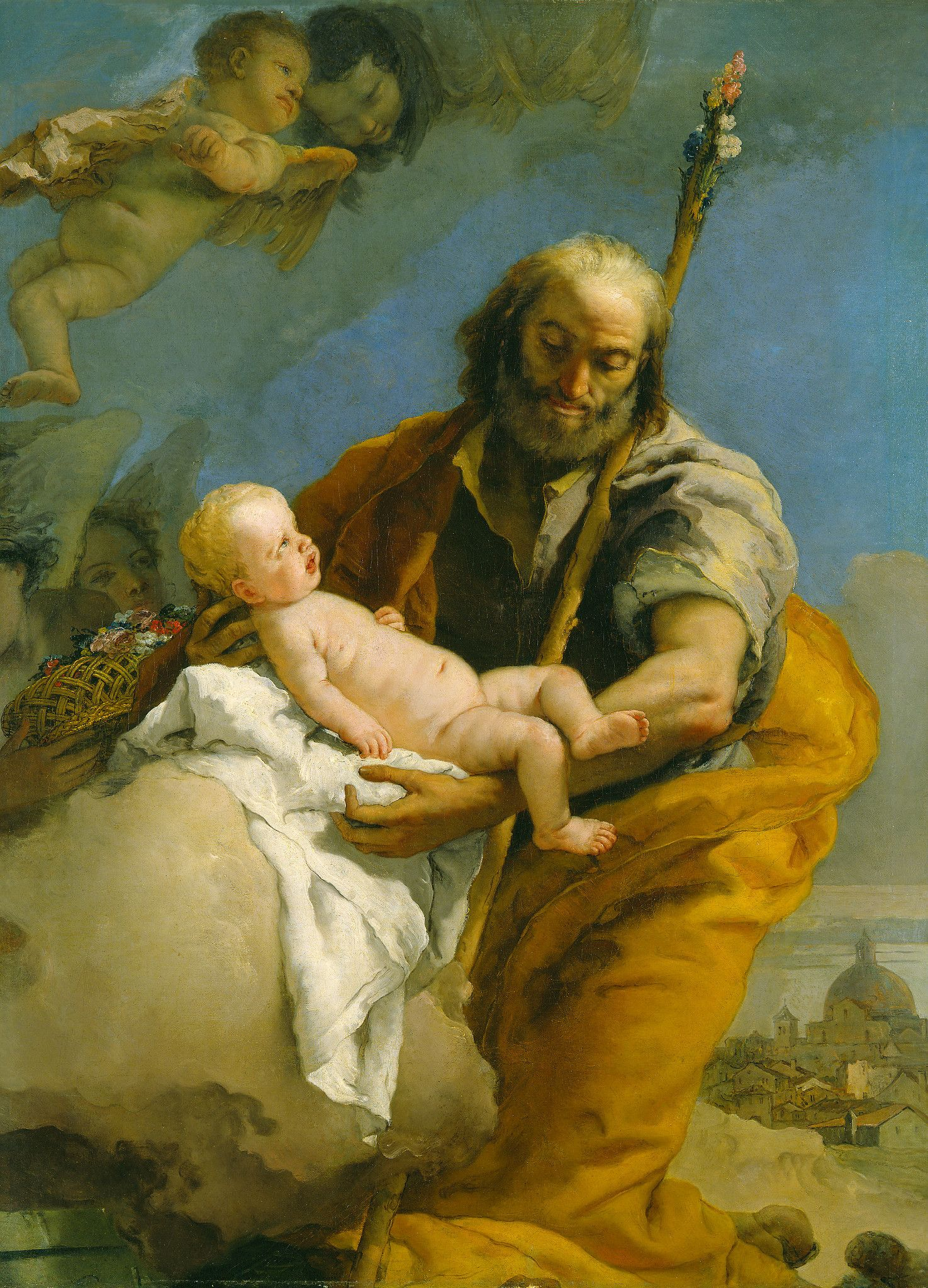
『幼児キリストを抱く聖ヨセフ』1767年-1769年 デトロイト美術館所蔵
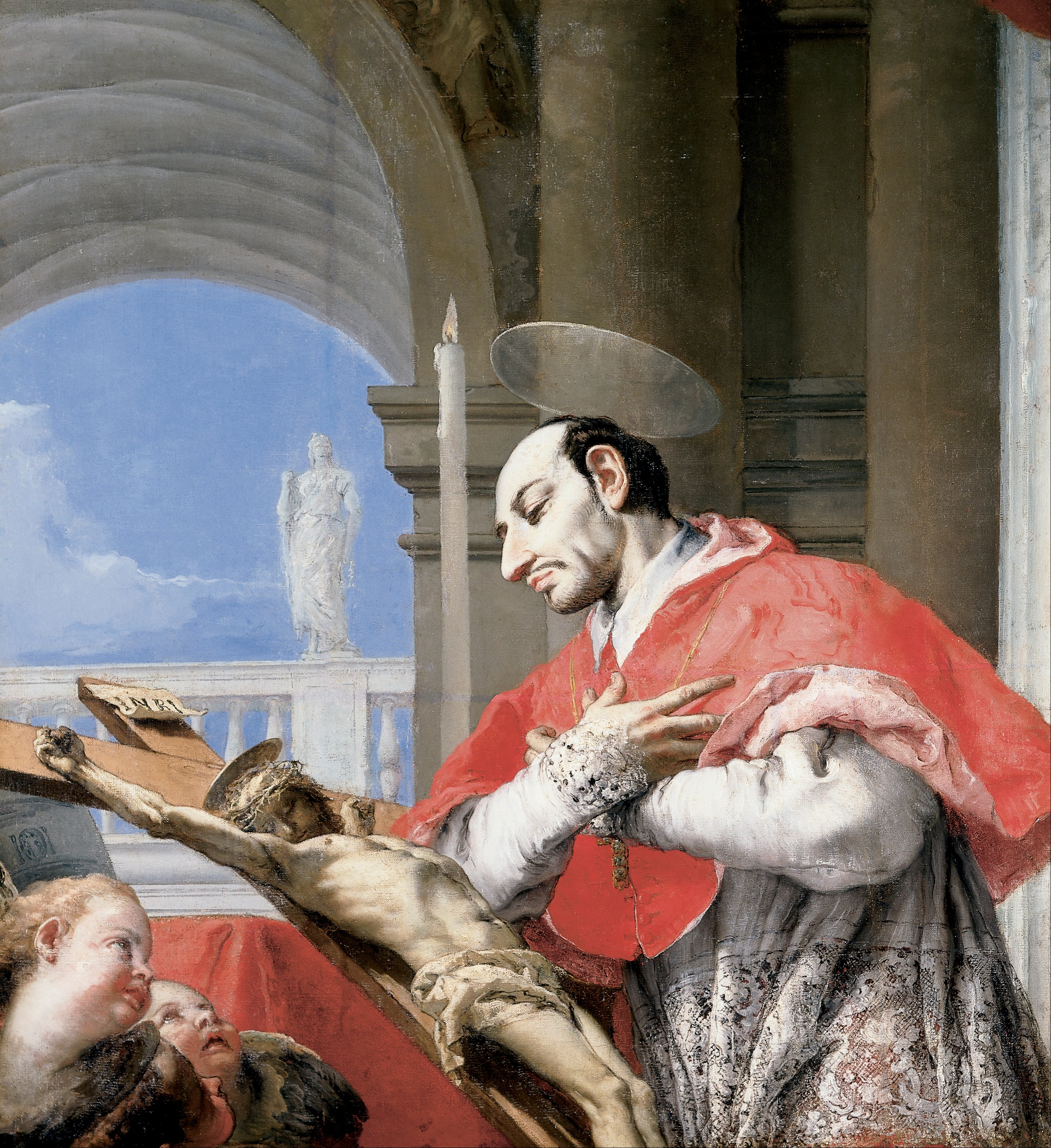
『聖カルロ・ボッロメオ』1767年-1769年 シンシナティ美術館所蔵